# 貝克峰
貝克峰（英語：Beck Peak），是南極洲的山峰，位於阿蒙森海岸，處於斯圖貝魯德山西北面4公里的阿蒙森冰川東岸，屬於毛德王后山脈的一部分，海拔高度2,650米，美國地質調查局根據測量和美國海軍拍攝的空中照片繪入地圖，現時由南極條約體系管理。